# Frontera entre Italia y San Marino
La frontera entre Italia y San Marino es la frontera internacional entre San Marino e Italia, estado miembro de la Unión Europea y del espacio Schengen. No ha sido modificada desde 1463, cuando acabó la guerra sanmarinesa entre San Marino y los Malatesta de Rímini. Gracias a los tratados entre Italia y San Marino, en la frontera no hay controles aduaneros, puesto que San Marino está incluido en la zona aduanera italiana.

## Trazado

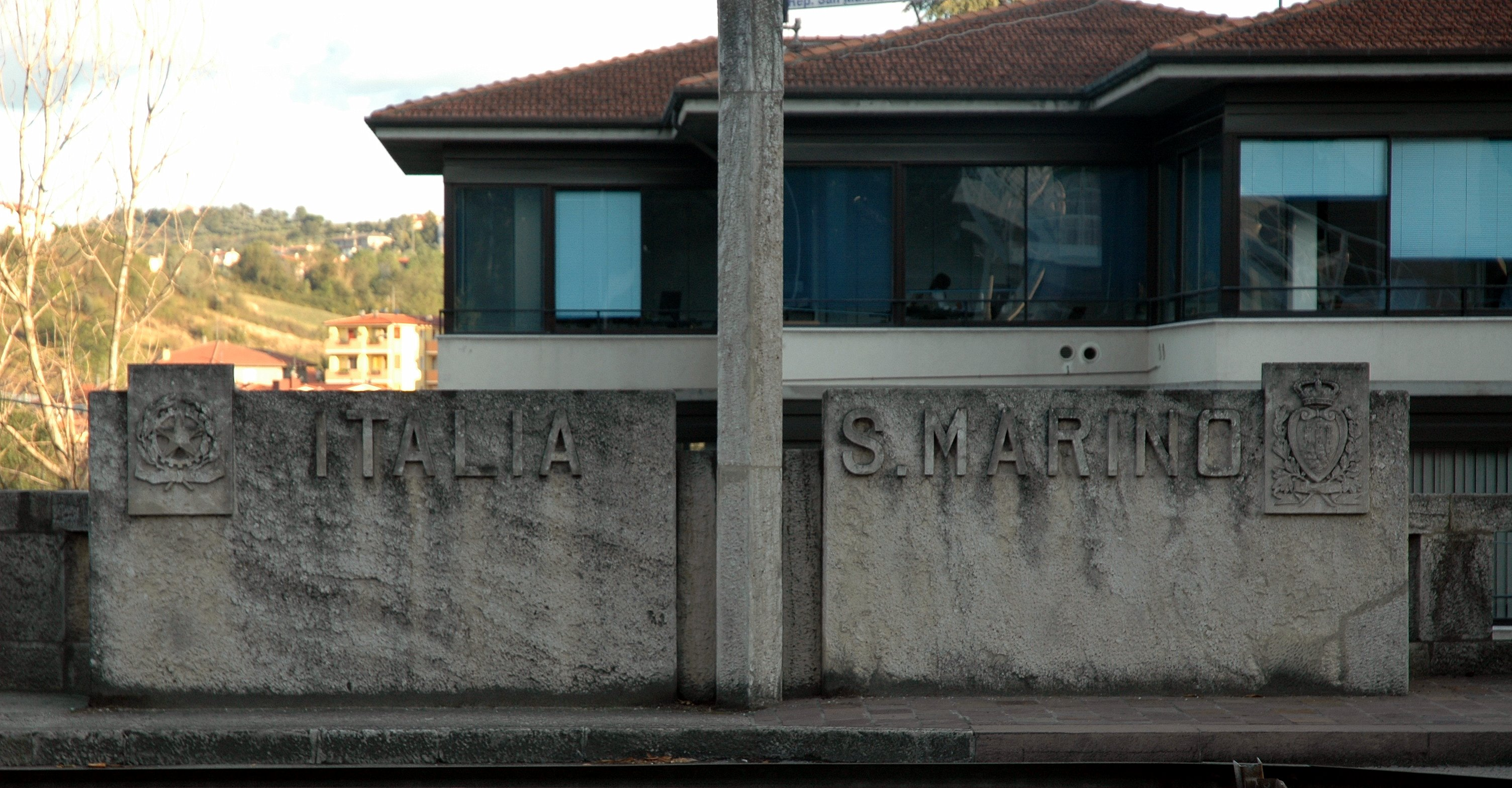
Frontera entre Italia y San Marino.

San Marino forma un enclave dentro de la República italiana (una característica fronteriza que solo es compartida con las fronteras del Vaticano y Lesoto). Desde el punto de vista administrativo, todos los castelli de San Marino son fronterizos con Italia. El país es fronterizo con dos regiones italianas: la Emilia-Romaña (provincia de Rímini) al oeste, norte y este, y las Marcas (provincia de Pesaro y Urbino) al sur. La frontera divide el valle del río San Marino, tributario del Marequia, entre los dos estados, entonces la frontera divide el valle del Ausa entre Dogana (curazia de Serravalle) y Cerasolo (fracción de Coriano). A continuación, la frontera divide el valle alto del Marano cerca del castillo de Faetano entre la orilla oeste (sammarinesa) y el este (italiana).
La frontera es controlada en la parte sanmarinesa por la Guardia di Rocca, mientras la Guardia di Finanza se encuentra a menudo cerca de la fronteraella entre Dogana y Cerasolo para reprimir la evasión fiscal.

## Aduana y paso

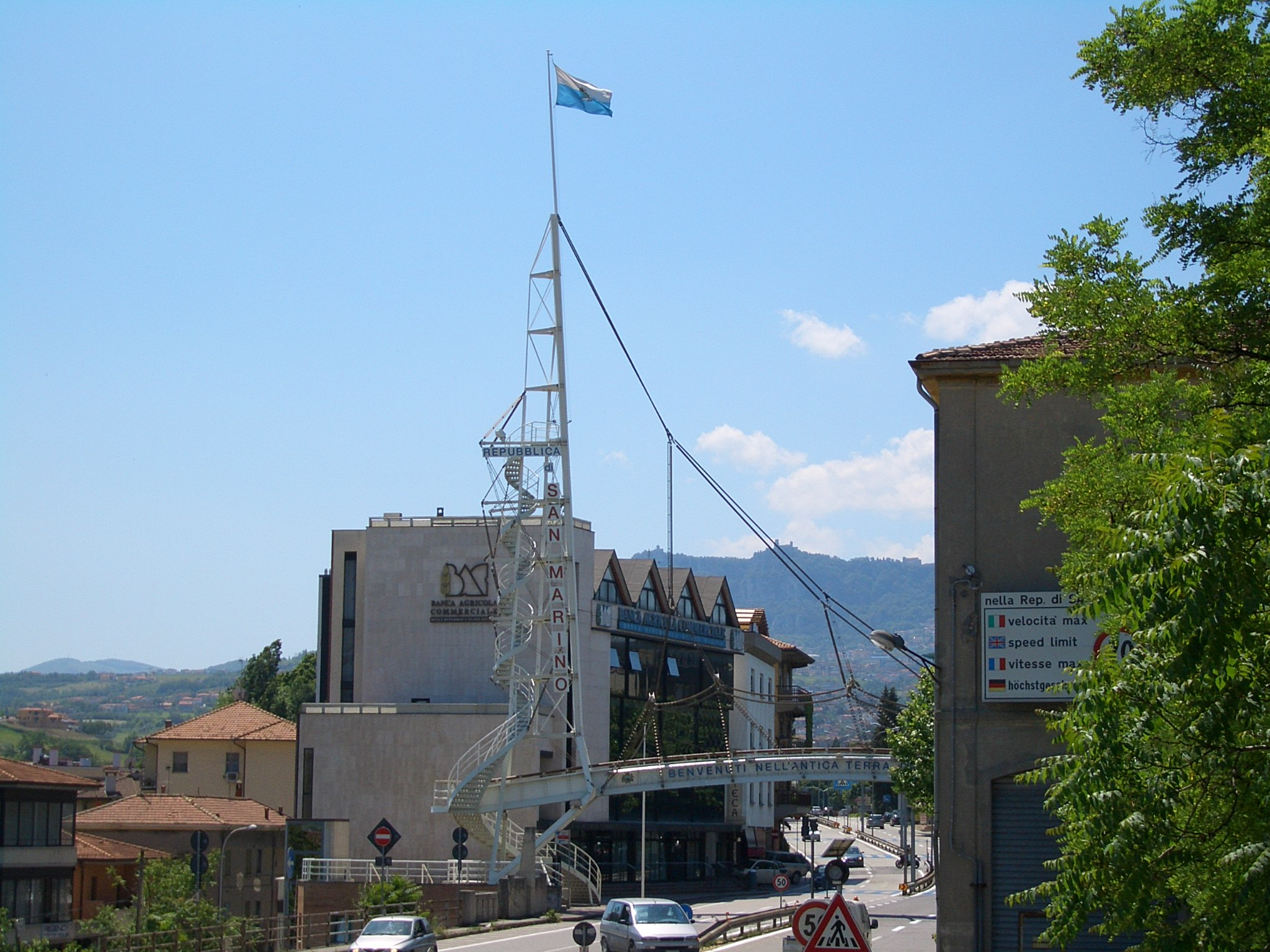
Vista de la entrada en San Marino desde Dogana.

Hay tres carreteras principales que permiten atravesar la frontera:
- al nordeste, entre Dogana (Serravalle) y Cerasolo (Coriano) ;
- al noroeste, entre Gualdicciolo (Acquaviva) y Torello (San Leo) ;
- al sur, entre Fiorentino y Montelicciano.

## Historia

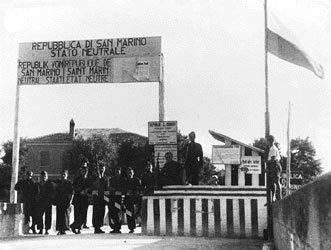
La frontera durante la Segunda Guerra Mundial. Rodeado totalmente por la Italia Fascista, San Marino se proclamó neutral.

El origen de San Marino se estableció en el siglo IV. Hacia el comienzo de siglo XIII San Marino se había convertido totalmente en una república, San Marino procedió en dos veces a la compra de castillos vecinos. A partir de la segunda mitad del siglo XIII la República de Rímini bajo el dominio de la familia Malatesta trató de tomar el control de San Marino. Este conflicto continuó hasta 1463, cuando el papa Pío II atribuyó a San Marino los señoríos de Fiorentino, Montegiardino y Serravalle. En 1464 Faetano se integró voluntariamente a la república.
Aparte de una breve invasión de César Borgia en 1503 y uno por Giulio Alberoni en 1739, las fronteras de San Marino no han sido cuestionadas a partir de esa fecha. Se mantuvieron en 1797 después de la invasión francesa de Italia y en 1815, después del Congreso de Viena. Permaneció sin cambios después de la unificación de Italia: San Marino es un enclave del nuevo país italiano desde 1861.